# Catharina Amalia von Schlegel
Catharina Amalia Dorothea von Schlegel (* 11. Oktober 1697 in Mittelhausen; † 24. Dezember 1777 in Köthen (Anhalt)) war eine deutsche Kirchenlieddichterin.
Sie wurde in Mittelhausen bei Allstedt in Sachsen-Eisenach als sechstes von elf Kindern von Wolff Otto von Schlegel (1650?–1708) und seiner Frau Helene Dorothea von der Oelsnitz (1664–ca. 1714) in den Adelsstand hineingeboren. Obwohl ihr Geburtstag der 11. Oktober alten Stils war, was 1697 dem 21. Oktober im Gregorianischen Kalender entspricht, feierte sie ihren Geburtstag am 22. Oktober, wahrscheinlich aufgrund einer falschen Anwendung der julianisch-gregorianischen Verschiebung des 18. Jahrhunderts auf ein Datum des 17. Jahrhunderts. Nach dem Tod ihrer Eltern lebte sie 1722 und 1723 möglicherweise im Frauenzimmerstift der Franckeschen Stiftungen in Halle (Saale).

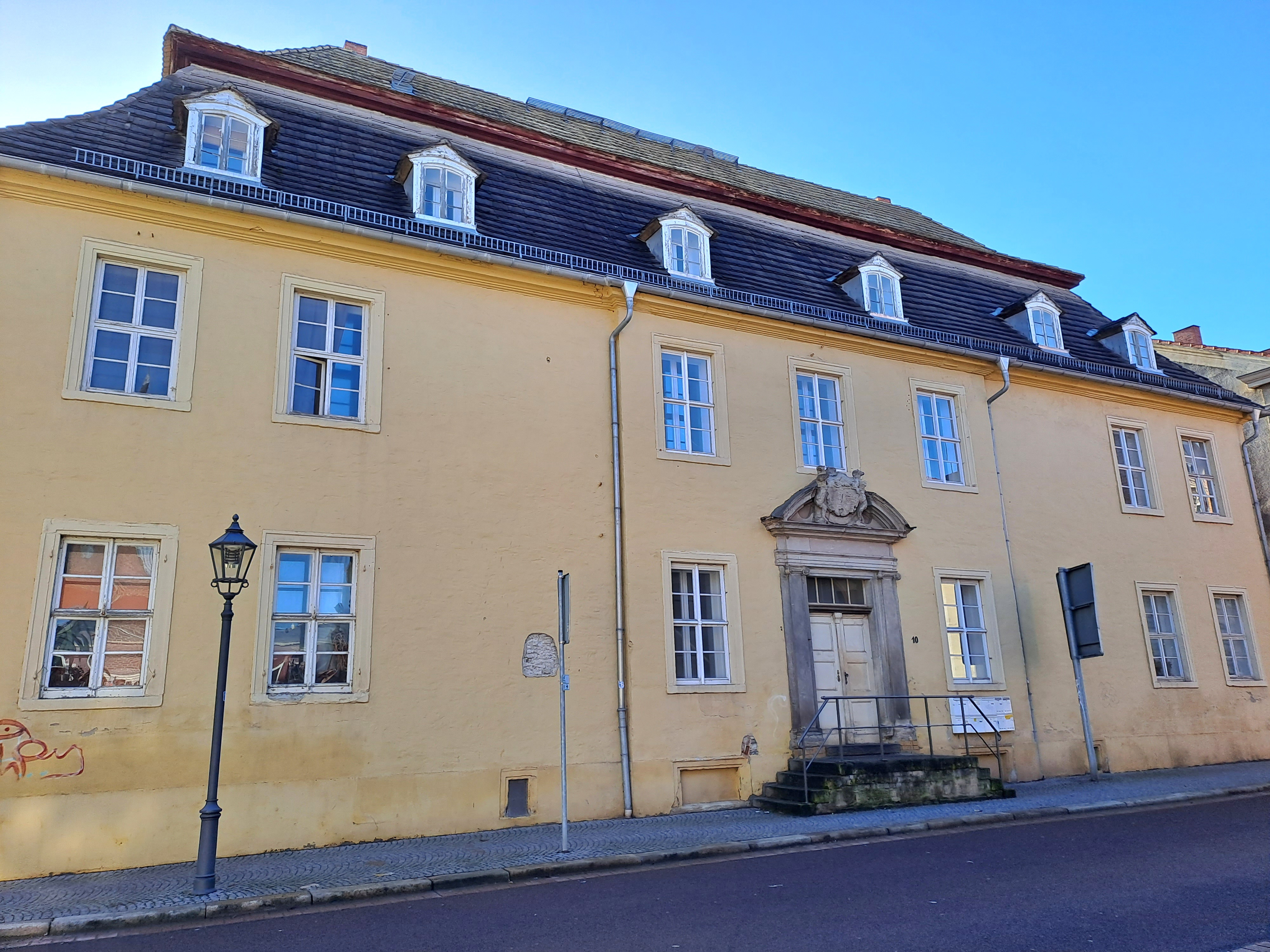
Gisela-Agnes-Stift in Köthen

Vor 1725 wurde sie Hofdame von Agnes Wilhelmine von Wuthenau, die 1722 August Ludwig von Anhalt-Köthen heiratete. Nach dem Tod von Agnes Wilhelmine im Januar 1725 trat von Schlegel am 20. April 1725 in das bis 1945 bestehende lutherische Damenstift in Köthen ein, das von der Fürstin Gisela Agnes, der Witwe des Fürsten Emanuel Lebrecht von Anhalt-Köthen, 1711 gegründet worden war. Dort verbrachte sie den Rest ihres Lebens.
Sie verfasste eine ganze Reihe von Kirchenliedern im Geist des frühen Pietismus. Einige nahm Johann Ludwig Konrad Allendorf in die verschiedenen Sammlungen der Cöthen’schen Lieder auf, die zuletzt vollständig in drei Teilen 1768 in Halle erschienen. 13 Lieder von ihr finden sich auch in der Wernigeröder Neue Sammlung geistlicher Lieder des Grafen Heinrich Ernst zu Stolberg-Wernigerode aus dem Jahre 1752. Die größte Nachwirkung hatten zunächst ihre Lieder Glauben, Glaubensflügel her und Süßes Lamm, gieb meiner Seelen.
Die weiteste Verbreitung erfuhr allerdings ihr 1752 erschienenes Lied Stille, mein Wille!, wenn auch auf Umwegen und mit erheblicher Zeitverzögerung. Albert Knapp (1798–1864) modernisierte den Liedtext 1837, und die Schottin Jane Laurie Borthwick (1813–1897) übersetzte ihn 1855 mit geändertem Versfuß (Jambus statt Daktylus) unter dem Titel Be still, my Soul ins Englische. Nachdem dann 1927 der walisische Musiker David Evans (1874–1948) den Text der Melodie Finlandia (J. Sibelius) unterlegt hatte, erlangte das Lied weltweite Popularität, die bis heute anhält. Vielfach findet es sich auf CDs aufgenommen (u. a. von Libera, Isobel Cooper und dem Mormon Tabernacle Choir).